# 里斯本 (北达科他州)
里斯本（英語：Lisbon），是美国北达科他州兰森姆县的城市和县治。根据2010年美国人口普查，该市有人口2,154人。2011年估计该市有人口2,133人，相对于2010年，增长率为?0.97%。